# Past Lives
Past Lives —en español: Vidas pasadas— es el quinto álbum en directo de archivo de la banda británica de heavy metal Black Sabbath, lanzado en 2002.
Este trabajo fue editado como CD doble, conteniendo grabaciones en vivo de los años 70, y llegó al puesto número 114 de la lista Billboard 200. El primer disco se conocía previamente como Live at Last, un álbum editado en 1980 sin la autorización del grupo (esta edición es la primera aprobada por la banda). El segundo consta de grabaciones hechas para la televisión y la radio, anteriormente disponible en distintos bootlegs.
Pistas CD1: 1-9 fueron grabadas en el Hardrock de Mánchester, Inglaterra el 11 de marzo de 1973 y en el Rainbow Theatre de Londres el 16 de marzo de 1973. 
Pistas CD2: 1, 5-9 fueron grabadas en el teatro Olympia de París, Francia el 20 de diciembre de 1970. 
Pistas CD2: 2-4 grabadas en el Asbury Park Convention Hall en Asbury Park, Nueva Jersey el 6 de agosto de 1975.

## Lista de canciones
Todas las canciones compuestas por Ozzy Osbourne, Tony Iommi, Geezer Butler y Bill Ward.

### Disco 1
1. "Tomorrow's Dream" – 3:03
2. "Sweet Leaf" – 5:26
3. "Killing Yourself to Live" – 5:29
4. "Cornucopia" – 3:57
5. "Snowblind" – 4:46
6. "Children of the Grave" – 4:33
7. "War Pigs" – 7:36
8. "Wicked World" – 18:55
9. "Paranoid" – 3:14

### Disco 2
1. "Hand of Doom" – 8:25
2. "Hole in the Sky" – 4:46
3. "Symptom of the Universe" – 4:52
4. "Megalomania" – 9:53
5. "Iron Man" – 6:25
6. "Black Sabbath" – 8:23
7. "N.I.B." – 5:31
8. "Behind the Wall of Sleep" – 5:03
9. "Fairies Wear Boots" – 6:39

## Personal
- Ozzy Osbourne - voz
- Tony Iommi - guitarra
- Geezer Butler - bajo
- Bill Ward - batería (todas las canciones excepto "Selling My Soul")